# Architektura barokowa we Włoszech

Fasada bazyliki świętego Piotra w Watykanie (Carlo Maderno)

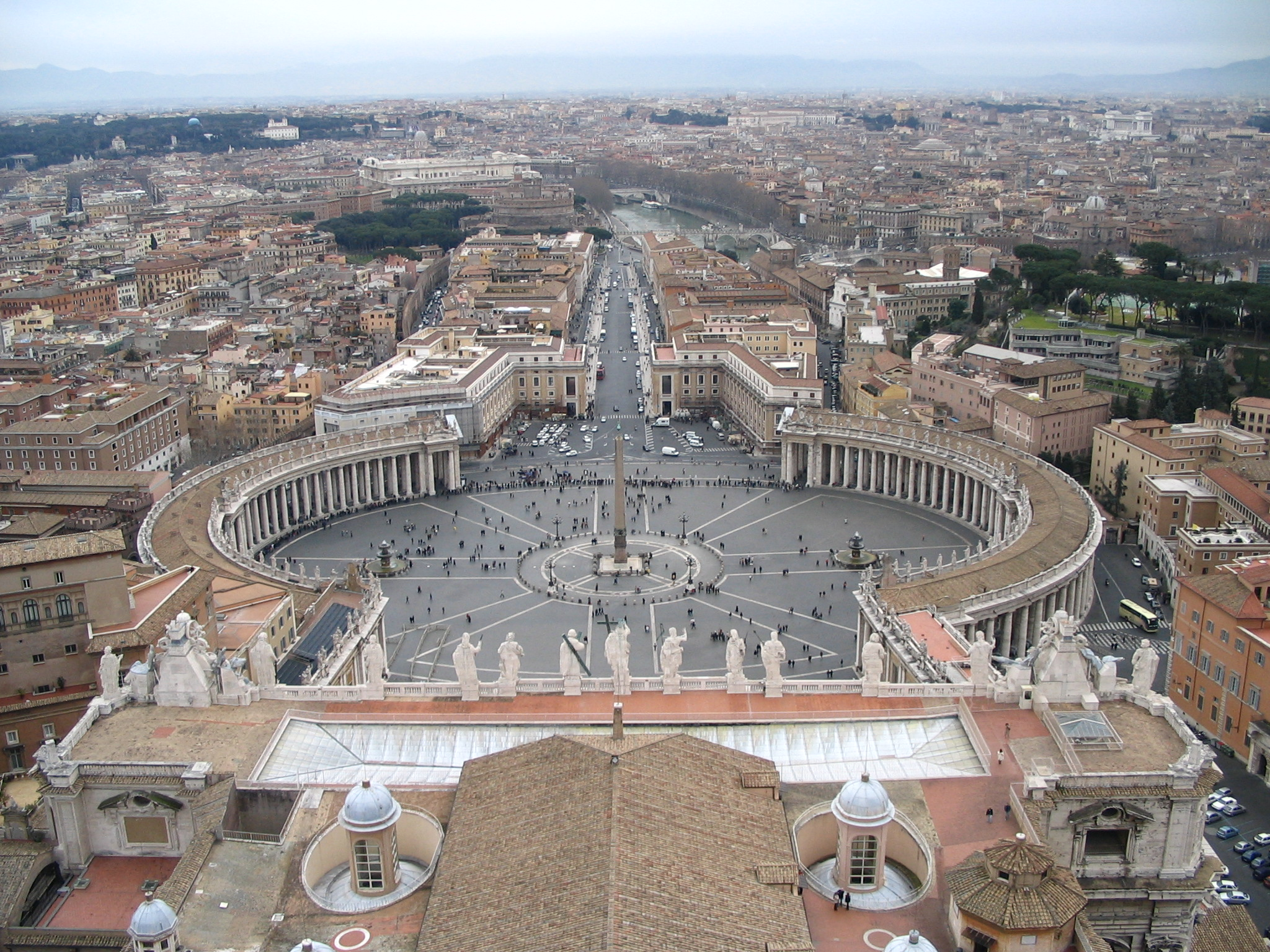
Plac Świętego Piotra (Giovanni Lorenzo Bernini)

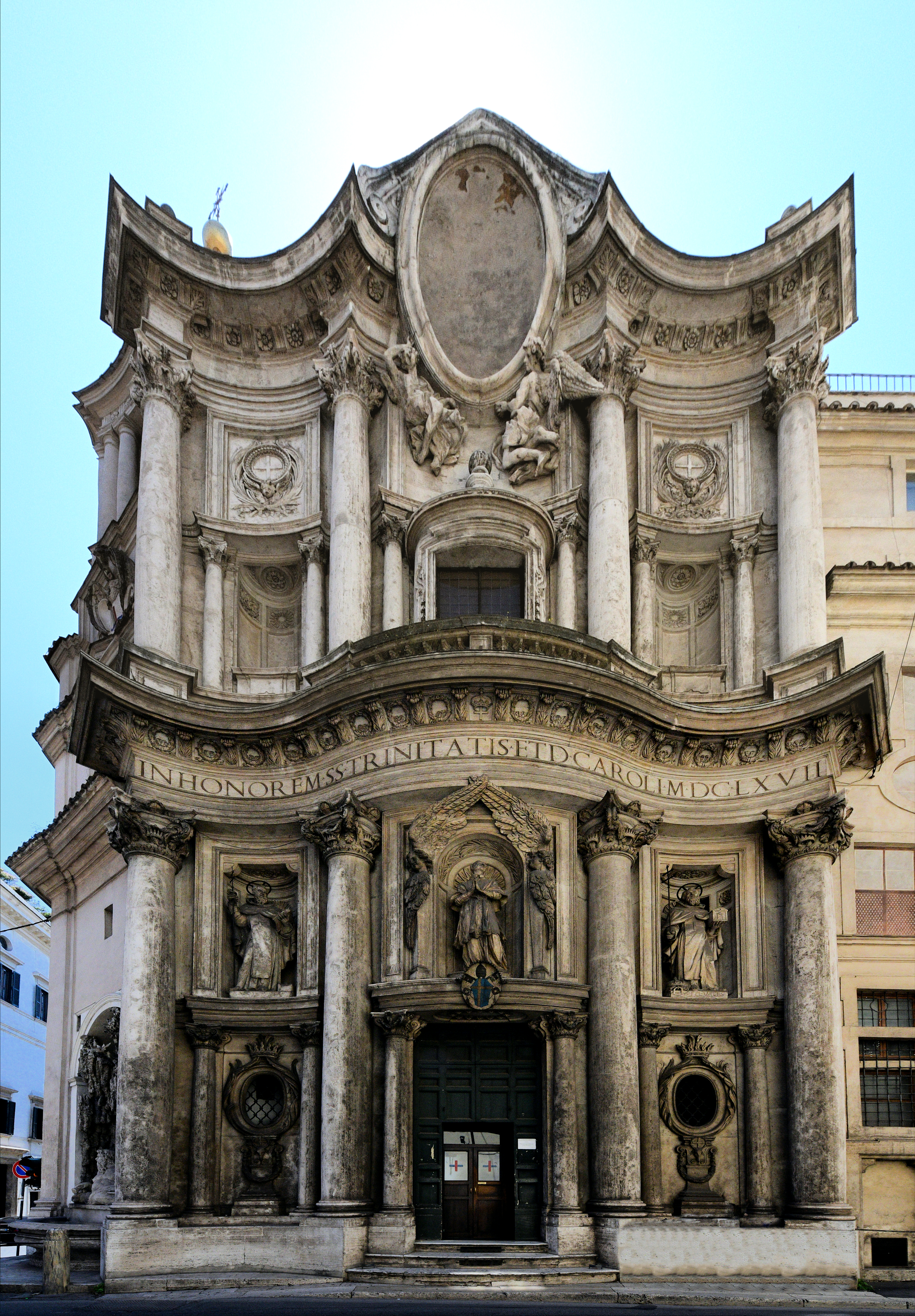
Fasada kościoła San Carlo alle Quattro Fontane (Francesco Borromini)

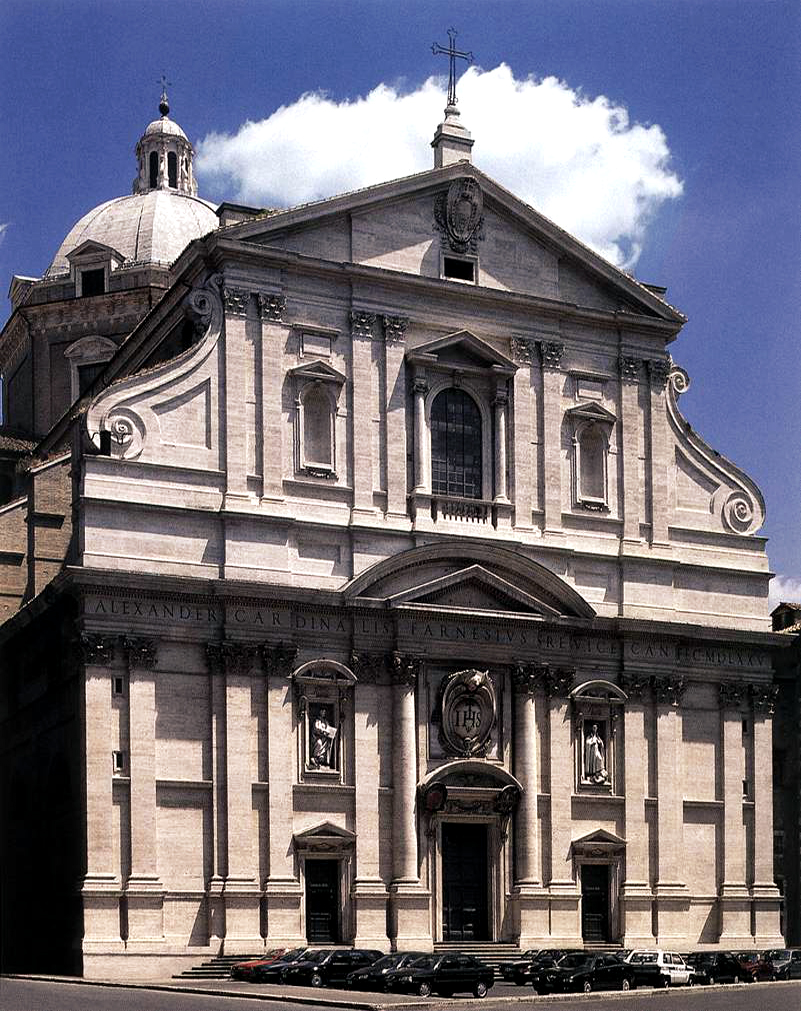
Fasada kościoła Il Gesù w Rzymie (Giacomo della Porta)

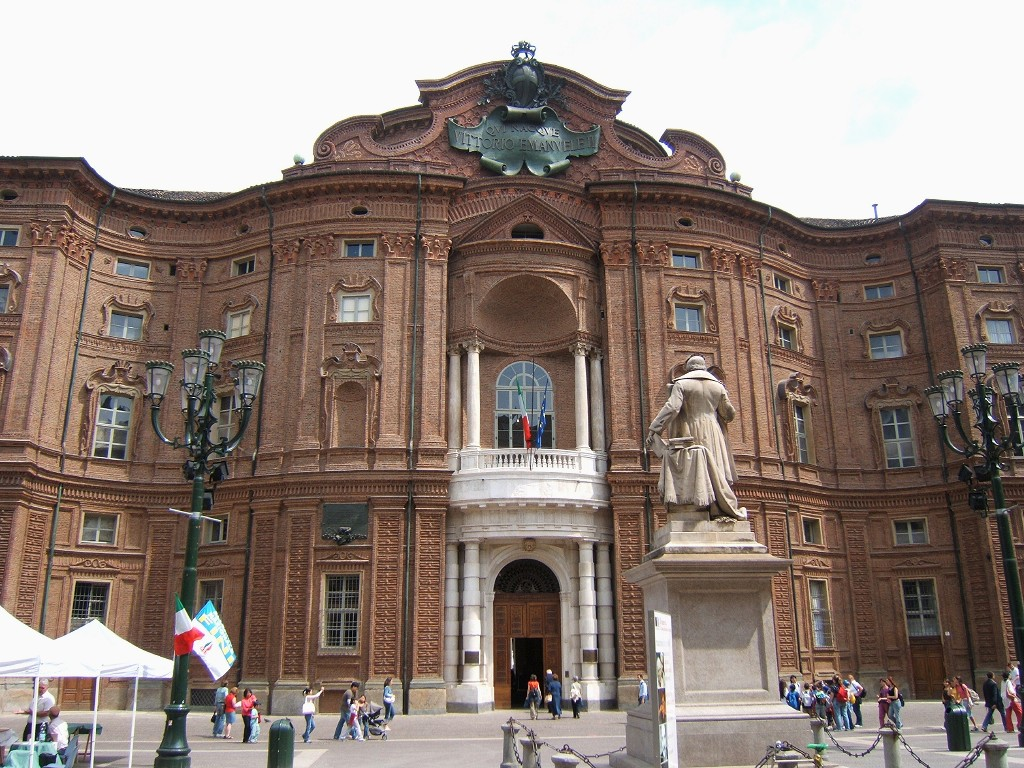
Pałac Carignano (Guarino Guarini)

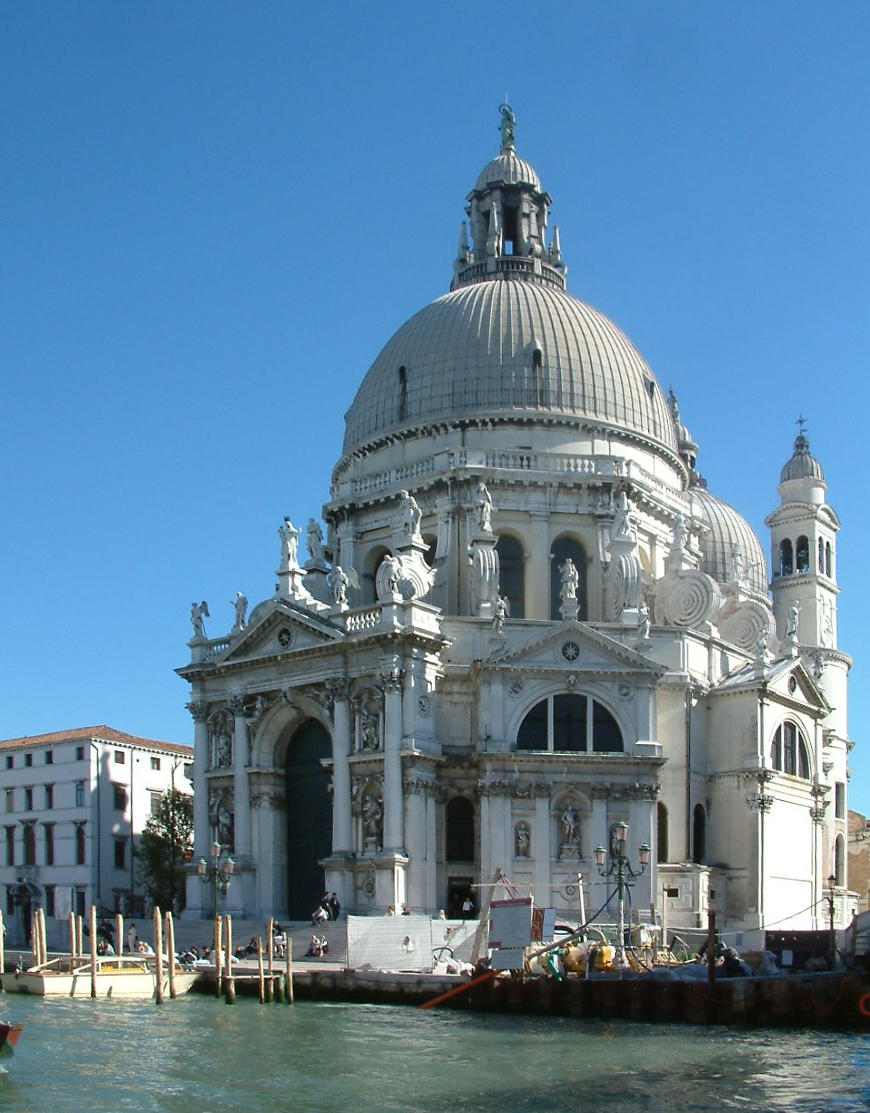
Bazylika Santa Maria della Salute w Wenecji (Baldassare Longhena)

Barok został zapoczątkowany w Rzymie i wywodzi się bezpośrednio z odmiany późnego renesansu zwanego stylem dekoracyjnym.

## Historia

### Początek
Do pierwszych architektów tworzących w nowym stylu zalicza się:
- Giacomo della Porta, który przeprojektował elewację kościoła Il Gesù czyniąc ją bogatszą od wizji Vignoli. Kościół został zbudowany na zamówienie jezuitów w okresie kontrreformacji i stał się wzorem dla wielu kościołów budowanych w okresie baroku.
- Domenico Fontana, budowniczy dwupoziomowej Loggi Laterana przy bazylika św. Jana na Lateranie oraz autor projektu przebudowy Rzymu, m.in. układu ulic przy bazylice Santa Maria Maggiore.
- Carlo Maderno, autor przebudowy elewacji kościoła Santa Suzanna w Rzymie (1603), którą wzorował na fasadzie kościoła Il Gesù. Jego najbardziej znaną pracą jest kontrowersyjna rozbudowa bazyliki św. Piotra. Michał Anioł zaprojektował budowlę opartą na planie centralnym. Papież Paweł V nakazał poprzedzić budowlę trójnawową bazyliką. Korpus poprzedzony szeroką i wysoką fasadą zasłonił istniejący budynek i znaczną część bębna kopuły.

### Okres dojrzały
Po pierwszym okresie rozwoju stylu następuje tzw. złoty wiek baroku. Architekt i rzeźbiarz Giovanni Lorenzo Bernini otrzymuje zlecenie „naprawy” wizualnego odbioru bazyliki św. Piotra. Bernini w latach 1655-1667 poprowadził budowę eliptycznego placu Plac Świętego Piotra. Plac otacza kolumnada złożona z 284 kolumn ustawionych w czterech rzędach. Wieńczy je attyka ozdobiona posągami świętych. W centralnej części placu Bernini umieścił egipski obelisk. Dwie symetrycznie rozmieszczone fontanny uzupełniają zabudowę i jednocześnie prowokując do zatrzymania się i spojrzenia w kierunku bazyliki z perspektywy, która umożliwia oglądanie prawie całej kopuły. Baldachim nad ołtarzem głównym we wnętrzu bazyliki oraz prowadzące do pałacu papieskiego Schody Królewskie (Scala Regia) to także znane dzieła Berniniego.
Prace Berniniego związane są także z przebudową Rzymu. Jego fontanny nadal zdobią place tego miasta. Plac Barberini zdobi fontanna Trytona (około 1637), na dochodzącej do placu ulicy Vittorio Veneto - fontanna Pszczół delle Api (1644), na Piazza Navona znajdują się Fontanna Czterech Rzek i Fontanna del Moro (1648-1652). Najbardziej znaną jest Fontanna di Trevi.
Do wybitnych architektów tego okresu należy także Francesco Borromini. Jego prace różnią się nieco od dynamicznych, klasycznych w formie dzieł Berniniego. Są bardziej malownicze, niespokojne, o skomplikowanych układach przestrzennych. Początkowo pracował z Carlo Maderną i Berninie m.in. przy budowie bazyliki św. Piotra. Jego samodzielną pracą jest projekt rzymskiego kościoła San Carlo alle Quattro Fontane (św. Karola u Czterech Źródeł) o giętej w planie fasadzie. Kościół został zbudowany na planie koła wydłużonego dwoma trapezami i przykryty kopułą z latarnią w latach 1638-1641, fasada została ukończona ok. 1667. Kolejne jego dzieła to projekt kościoła San Filippo Neri 1650 (oratorium filipinów) oraz kościół San Ivo alla Sapienza 1660. Kościół San Ivo został zbudowany na planie sześcioboku jako zamknięcie wewnętrznego dziedzińca Uniwersytetu. Nad wklęsłą fasadą kościoła wznosi się kopuła wsparta na bębnie z czterema wypukłymi absydami. Latarnię powyżej wieńczy bogato zdobiony hełm.
W połowie XVII wieku jezuici budują w Rzymie kościół świętego Ignacego (San Ignazio) wzorując go na planach kościoła Il Gesù. Budowla została wzniesiona w latach 1626-1675. Dekorację ścian i sklepień wykonał pod koniec XVII wieku jezuicki malarz - iluzjonista Andrea del Pozzo.
W północnych Włoszech tworzyli Baldassare Longhena i Guarino Guarini. Longhena był związany z Wenecją. W 1630 zaprojektował kościół Santa Maria della Salute. Jego projekt uzyskał akceptację i został zbudowany w latach 1631-1687. Jest to budowla centralna na planie ośmioboku przykryta potężną kopułą wspartą na bębnie. Druga, mniejsza kopuła na żaglach przykrywa prezbiterium. Kościół otacza sześć kaplic z elewacjami zwieńczonymi trójkątnymi tympanonami. Kolejne projekty Longheny to m.in. fasada kościoła Santa Gustina (1640), kościół Santa Maria ai Scalzi (1646). Do najważniejszych przykładów architektury świeckiej Longheny należą pałac Pesaro (1679) i Rezzonico.
Guarino Guarini działał przede wszystkim w Turynie. W jego projektach jest widoczna inspiracja twórczością Borrominiego. Guarini stosował rozwiązania o skomplikowanych układach przestrzennych. Fantazyjne układy żeber w kopułach nawiązują do francuskiego gotyku. Pierwszy projekt Guariniego to Dom Teatynów (ok. 1641). Do ciekawych dzieł należą: oparty na planie centralnym turyński kościół San Lorenzo (ukończony w 1687), kaplica Świętego Całunu przy katedrze (miejsce przechowywania Całunu Turyńskiego) oraz Pałac Carignano.

### Okres schyłkowy
Ostatni okres włoskiego baroku, zwłaszcza w północnych rejonach kraju, cechuje znaczne uleganie wpływom francuskim. Architektura tego okresu staje się znacznie spokojniejsza, zatraca dynamizm. Uznanym artystą przełomu XVII i XVIII wieku był Filippo Juvara, nadworny architekt króla Sabaudii Wiktora Amadeusza II. Jego projekty otrzymują zróżnicowane formy: od klasycyzujących - zespół klasztorny i kościół pod Turynem Superga, do rokoka – Palazzina di caccia di Stupinigi. Do jego realizacji należą: przebudowa Palazzo Madama, budowa turyńskich pałaców: Palazzo Biorco della Valle, Palazzo Richa di Corosolo.
Wpływ rokoka widoczny jest także w znanym rzymskim dziele Francesca De Sanctisa i Alessandra Specchiego Schody Hiszpańskie, których budowę ukończono w 1726.

Na Sycylii około 1730 roku wyodrębnił się oryginalny, bardzo dekoracyjny nurt baroku. 
Architekci z Włoch działali prężnie w całej Europie, a zwłaszcza w Rzeczypospolitej (Giovanni Trevano, Pompeo Ferrari, Jakub Fontana, Franciszek Placidi i wielu innych).

## Przykłady
- Katedra w Mantui – barokowa fasada, której autorem jest Nicola Baschiera